# À l'intérieur
À l'intérieur és una pel·lícula de terror francesa del 2007 dirigida per Julien Maury i Alexandre Bustillo i protagonitzada per Alysson Paradis i Béatrice Dalle. Es tracta de l'atac i la invasió de la llar d'una jove embarassada (Paradis) per part d'una misteriosa desconeguda (Dalle) que pretén robar-li en nadó. La pel·lícula va rebre crítiques favorables del públic habituat al cinema de terror, destacant-la per ser una mostra veritablement espantós i brutalment violent del nou extremisme francès.

## Argument
La vigília de Nadal, quatre mesos després que la futura mare Sarah Scarangella sobrevisqués a un accident de cotxe en què morí el seu marit, fa els últims preparatius per al seu part previst per a l'endemà. Sarah, encara afligida per la mort del marit, s'ha tornat esquerpa i deprimida. Sense esperar-ho, però, una estranya es presenta a casa seua.

## Producció
Julien Maury i Alexandre Bustillo es van conèixer a través d'un amic en comú. Bustillo va enviar a Maury un primer esborrany del guió i Maury va enviar alguns curtmetratges en què havia treballat. Segons Maury, «la primera idea amb la història va ser canviar el gènere de l'assassí. A les pel·lícules de terror sempre és un noi que persegueix noies joves; és un dels tòpics del gènere. Així que la primera idea va ser canviar la identitat del malvat. Ens vam preguntar quina era la motivació per a una dona per caçar una altra dona?». La pel·lícula va comptar amb un pressupost d'1,7 milions d'euros.

## Remake
Els estudis de Hollywood van mostrar interès per a refer la pel·lícula i Maury i Bustillo van ser proposats, però tots dos ho van rebutjar. Jaume Balagueró, el director de REC, va declarar a Fangoria que potser dirigiria la nova versió en un futur i que «accentuaria més el terror de la situació de l'embaràs que el gore».
Més endavant, Maury va comentar que hi havia hagut alguns problemes amb els drets i el projecte es va endarrerir. A més, no estava segur de si Balagueró encara estava vinculat al projecte: «per a nosaltres això va ser com un somni perquè som grans fans de les seves pel·lícules. Per primera vegada no era el cas d'un novell fent la pel·lícula d'un gran director, sinó el contrari, un gran director fent la pel·lícula de dos pobres francesos. Així que n'estàvem orgullosos».
El 2015, es va anunciar que el remake tornava a produir-se i que Miguel Ángel Vivas, conegut per Secuestrados, en seria el director. Es va acabar el 2017 i es va estrenar en vídeo a la carta el 18 de gener de 2018. Dirigida per Miguel Ángel Vivas a partir d'un guió escrit per Jaume Balagueró. La pel·lícula és protagonitzada per Rachel Nichols, Laura Harring i Andrea Tivadar.

## Premis
Va participar al XL Festival Internacional de Cinema Fantàstic de Catalunya, on va guanyar el Premi Carnet Jove Fantàstic, el Premi Ciutadà Kane a la direcció revelació i el Premi Méliès d'argent
al millor llargmetratge.